# Agrinio
Agrinio (græsk: Αγρίνιο, pronounced [aˈɣrinio], latin: Agrinium) er den største by i den regionale enhed Aetolia-Acarnania i Grækenland og dens største kommune med 106.053 indbyggere. Det er det økonomiske centrum af Aetolia-Acarnania, selvom hovedstaden er byen Mesolonghi . Bebyggelsen går tilbage til oldtiden. Oldtidens Agrinion lå 3 km nordøst for den nuværende by; hvoraf nogle vægge og fundamenter er udgravet. I middelalderen og indtil 1836 var byen kendt som Vrachori (Βραχώρι).
Størstedelen af den lokale befolkning var, fra de sidste årtier af det 19. til slutningen af det 20. århundrede, beskæftiget i tobaksindustrien. Der blev grundlagt store tobaksvirksomheder i byen, herunder den berømte Papastratos, sammen med Panagopoulos og Papapetrou. Agrinion er også landbrugsmæssigt kendt for sin produktion af Agrinion-oliven .

## Historie

### Oldtiden
Ifølge mytologien den antikke by Agrinio (beliggende i området Megali Chora) bygget af kong Agrios, søn af Portheus  omkring 1600-1100 f.Kr. Byen blev bygget nær bredden af floden Achelous der var den naturlige grænse mellem Aetolia og Acarnania, og begge stater gjorde krav på den i oldtiden. Agrinio blev medlem af Den Aetolske Liga, og den blev senere ødelagt af Cassander i 314 f.Kr. under Ligaens krige mod Kongeriget Makedonien.

### Osmanniske æra
Byen dukker op igen under den osmanniske periode med navnet Vrachori og udover dens græske befolkning var den også beboet af mange tyrkere (muslimer). I 1585 blev det øde under Theodoros Migas' oprør. I begyndelsen af det 18. århundrede blev det det administrative centrum for Aetolia-Acarnania (dengang som sanjak af Karleli ), var afhængig af de kejserlige harems. Vrachori deltog i den græske revolution og blev midlertidigt befriet af en hærgruppe ledet af Alexakis Vlachopoulos den 11. juni 1821. I august 1822, mens Reşid Mehmed Pashas (Kütahi) tropper marcherede mod Vrachori, besluttede dets borgere at brænde og evakuere deres by, efter den brændte jords taktik. Den øde by blev generobret af tyrkerne. Byen blev endelig inkluderet i grænserne for den nyfødte græske stat i 1832 med Konstantinopeltraktaten (9. juli 1832) og blev omdøbt efter sit gamle navn, Agrinion .

### Moderne tid
I årene efter befrielsen gennemgik Agrinio en vigtig vækst og udvikling, især i slutningen af det 19. århundrede og begyndelsen af det 20. århundrede. Efter den græsk-tyrkiske krig og katastrofen i Lilleasien ankom mange flygtninge fra Lilleasien (det vestlige Tyrkiet) til byen og bosatte sig i distriktet Agios Konstantinos. I samme periode var der en vigtig intern immigration til Agrinio fra hele Aetolia-Acarnania- regionen, sammen med immigration fra områderne Epirus og Evrytania .
I mellemkrigstiden fandt der, trods økonomisk krise, infrastrukturarbejder sted i byen, såsom brolægning af gader og installation af elektricitet, mens et vandtårn blev installeret i 1930. Samtidig afslørede udgravninger den antikke by Agrinion. Vækst og velstand vendte tilbage efter Anden Verdenskrig og den græske borgerkrig. Denne vækst blev stimuleret af bygningen af to store vandkraftværker i Kremasta og Kastraki i den nordlige del af byen.

## Kommunen
Den udvidede kommune Agrinio blev dannet ved kommunalreformen i 2011 ved sammenlægning af følgende 10 tidligere kommuner, der blev til kommunale enheder:
- Agrinio
- Angelokastro
- Arakynthos
- Makryneia
- Neapoli
- Panaitoliko
- Parakampylia
- Paravola
- Stratos
- Thestieis

Kommunen har et areal på 1229,33 km2, den byen 162.728 km 2 

## Seværdigheder
- Det arkæologiske museum i Agrinion, beliggende i byens centrum, på Diamantis Street 1-2. [4]
- De neoklassiske bygninger i tobakslagrene Papastratos og Papapetrou, som stammer fra begyndelsen af det 20. århundrede.
- Papastrateio kommunale park.
- Papastratios Kommunebibliotek.
- Dimokratias-pladsen, byens hovedtorv.
- Resterne af Mavrikas hellige treenighedskirke (8.-9. århundrede), beliggende ved bredden af søen Lysimachia.
- Søerne Trichonida og Lysimachia .
- Den antikke by Stratos.
- Kleisoura-kløften, på den gamle nationalvej, 15 kilometer syd for byen.
- De hydroelektriske dæmninger i Kremasta, Kastraki og Stratos .

## Galleri
- Det gamle teater i Calydon nær byen
- Agia Triada Mavrika byzantinske kirke
- Centrum
- Agios Christoforos kirke
- Agrinio arkæologiske museum
- Gammel banegård
- Landdistrikt i Agrinio kommune
- Trichonida søen
- Voukatio slot, Paravola